# Пуелче
Пуелче (људи са истока) је име које су Мапуче давале етничким групама које су насељавале острва на истоку и Анде укључујући и северне Теуелче и Хете, с тим што су ова два народа позната као и Керанди. 
До краја 18. века они који су преживели куге и епидемије које су уништиле ове етничке групе су се асимилирали у аракунизацију од стране имиграната Мапуче, тако да је 19. века етничка група која се помешала чинила Хет и Теуелче али је аракунизована лингвистички и културно.